# Dęba (gromada w powiecie tarnobrzeskim, 1954)
Dęba (alt. Dęba Osiedle) – dawna gromada, czyli najmniejsza jednostka podziału terytorialnego Polskiej Rzeczypospolitej Ludowej w latach 1954–1972.
Gromady, z gromadzkimi radami narodowymi (GRN) jako organami władzy najniższego stopnia na wsi, funkcjonowały od reformy reorganizującej administrację wiejską przeprowadzonej jesienią 1954 do momentu ich zniesienia z dniem 1 stycznia 1973, tym samym wypierając organizację gminną w latach 1954–1972.
Gromadę Dęba z siedzibą GRN w Dębie (od 1961 jako Nowa Dęba) utworzono – jako jedną z 8759 gromad na obszarze Polski – w powiecie tarnobrzeskim w woj. rzeszowskim na mocy uchwały nr 34/54 WRN w Rzeszowie z dnia 5 października 1954. W skład jednostki weszło osiedle wraz z terenem zakładu przemysłowego z dotychczasowej gromady Dęba ze zniesionej gminy Dęba w tymże powiecie. Dla gromady ustalono 27 członków gromadzkiej rady narodowej.
13 listopada 1954, po pięciu tygodniach, gromadę Dęba zniesiono w związku z nadaniem jej statusu osiedla (10 marca 1961 osiedlu zmieniono nazwę na Nowa Dęba a 31 grudnia 1961 nadano mu status miasta).
1 stycznia 1973 w powiecie tarnobrzeskim reaktywowano gminę Dęba z siedzibą we wsi Dęba, w granicach nieco innych niż zniesiona w 1954 roku gmina Dęba. 9 grudnia 1973 przmianowano ją na Nowa Dęba z siedzibą w mieście Nowa Dęba. 1 sierpnia 1977 do Nowej Dęby włączono wsie Dęba i Poręby Dębskie.
Uwaga: W 1954 roku w powiecie tarnobrzeskim powstały dwie odrębne jednostki wiejskie o nazwie gromada Dęba; drugą z nich była gromada Dęba z siedzibą w starej wsi Dęba, którą w następstwie utworzenia dwóch gromad podzielono na dwie odrębne wsie: "wiejską" i "osiedlową" (składadającą się z nowo wybudowanego osiedla Dęba). Wieś osiedlowa była już w założeniach reformy z 1954 predestynowana na awans do formalnego statusu osiedla, do czego doszło już w listopadzie tego samego roku.